# Jugoslávie
Jugoslávie (slovinsky i srbochorvatsky Jugoslavija, srbskou i makedonskou cyrilicí Југославија) je označení pro společný stát jižních Slovanů na území jihovýchodní a střední Evropy na břehu Jaderského moře existující mezi lety 1918 a 1991, kdy začala válka v Jugoslávii a její rozpad. Součástí oficiálních názvů států byla „Jugoslávie“ v letech 1929–2003.
Stát vznikl po první světové válce v roce 1918 pod názvem Království Srbů, Chorvatů a Slovinců (zkratka SHS) sloučením prozatímního státu Slovinců, Chorvatů a Srbů (vznikl z území bývalého Rakousko-Uherska) se srbským královstvím a představoval první spojení jižních Slovanů jako suverénního státu po staletích, během nichž byl region součástí Osmanské říše a Habsburské říše. Prvním panovníkem se stal Petr I. Karađorđević a království získalo mezinárodní uznání 13. července 1922 na konferenci velvyslanců v Paříži. Oficiální název státu byl 3. října 1929 změněn na Království Jugoslávie. Za dobu své existence vystřídala několik forem uspořádání, často se měnila její rozloha, stejně jako obyvatelstvo.
Dne 6. dubna 1941 byla Jugoslávie napadena silami osy. Druhá světová válka pro ni byla těžkou zkouškou. V roce 1943 byla jugoslávskými partyzány vyhlášena Demokratická federativní Jugoslávie a v roce 1944 ji král Petr II., tehdy žijící v exilu, uznal jako legitimní vládu. Monarchie byla následně v listopadu 1945 zrušena. V roce 1946 byla zřízena komunistická vláda a země přejmenována na Federativní lidovou republiku Jugoslávii. Od Itálie získala Istrii, Rijeku a Zadar. Partyzánský vůdce Josip Broz Tito vládl zemi jako prezident až do své smrti v roce 1980. V roce 1963 byla země znovu přejmenována na Socialistickou federativní republiku Jugoslávii (SFRJ). Země se sice přidala k socialistickým zemím, ale po roztržce Tita se Stalinem (od 1948) si zachovala větší míru samostatnosti a nezávislosti na SSSR a nestala se součástí východního bloku.
Federaci tvořilo šest socialistických republik – Černá Hora, Bosna a Hercegovina, Chorvatsko, Makedonie, Srbsko a Slovinsko. Srbsko obsahovalo dvě socialistické autonomní provincie, Vojvodinu a Kosovo, které se po roce 1974 do značné míry rovnaly ostatním členům federace. Po hospodářské a politické krizi v 80. letech a vzestupu nacionalismu se Jugoslávie rozpadla nejprve na pět republik, což vedlo k válce v Jugoslávii. Od roku 1993 do roku 2017 soudil Mezinárodní trestní tribunál pro bývalou Jugoslávii politické a vojenské představitele bývalé Jugoslávie za válečné zločiny, genocidu a další trestné činy spáchané během těchto válek.
Po rozpadu Srbsko a Černá Hora vytvořily Svazovou republiku Jugoslávii. Tento stát usiloval o status jediného právního nástupce SFRJ, ale proti těmto nárokům se postavily další bývalé republiky. Nakonec bylo přijato stanovisko Badinterova arbitrážního výboru o sdíleném nástupnictví a v roce 2003 se oficiální název změnil na Srbsko a Černá Hora. Tato federace zanikla v roce 2006 rozdělením na samostatné státy Černá Hora a Srbsko. Kosovo, které bylo od konce kosovské války (1999) pod civilní správou OSN, v roce 2008 jednostranně vyhlásilo nezávislost na Srbsku a získalo částečné uznání.

## Formy uspořádání
Uspořádání Jugoslávie se v průběhu let velmi často měnilo. Samotný společný stát doznal celé řady změn. V jeho čele se vystřídali králové i prezidenti, předsedové nebo vůdci.
- Stát Slovinců, Chorvatů a Srbů (říjen – prosinec 1918) a Srbské království (od 1882)
- První Jugoslávie (1918–1941)
  - Království Srbů, Chorvatů a Slovinců (1. prosinec 1918 – 3. říjen 1929)
  - Království Jugoslávie (3. říjen 1929 – duben 1941)
- Druhá Jugoslávie (1945–1991)
  - Demokratická federativní Jugoslávie (1945)
  - Federativní lidová republika Jugoslávie (1945–1963)
  - Socialistická federativní republika Jugoslávie (1963–1991)
- Třetí Jugoslávie[5] (1992–2003)
  - Svazová republika Jugoslávie (duben 1992 – únor 2003)
  - Srbsko a Černá Hora (2003–2006)

1918–1920
1918–1941
1945–1991
1992–2003

## Dějiny
První vzniklý jihoslovanský stát, který se ustanovil na území Rakousko-Uherska v listopadu 1918 nesl název Stát Slovinců, Chorvatů a Srbů a později se spojil se srbským královstvím a položil tak základ společného státu jižních Slovanů. Země měla název Království Srbů, Chorvatů a Slovinců, avšak neformálně se termín Jugoslávie užíval stále častěji.

### Jugoslávské království

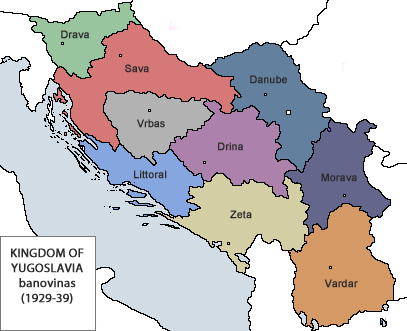
Jugoslávské bánoviny, 1929–39

Během bouřlivého roku 1929 se za pomoci vojenských kruhů chopil moci král Alexandr I. (reakce na zavraždění dvou chorvatských poslanců v létě 1928 v parlamentu) a změnil nejen název, ale také především politické prostředí své země. Okamžitě zakázal všechny politické strany založené na národnostním, náboženském nebo teritoriálním základě. V té době také začala nekompromisní perzekuce členů Komunistické strany Jugoslávie. Změny postihly i samosprávní členění státu. Původní oblasti byly nahrazeny devíti bánovinami, popírajícími historické hranice jednotlivých krajů. V šesti z nich mělo většinu srbské obyvatelstvo, ve dvou chorvatské a v jednom slovinské.
V roce 1934 byl Alexandr I. zavražděn. Následníkem trůnu se stal jedenáctiletý Petr II. Karađorđević (1923–1970). Do nabytí plnoletosti měl být zastupován svým strýcem Pavlem Karađorđevićem, avšak politická situace v Evropě to neumožnila. Ihned po napadení Polska Německem se[zdroj?] silně zradikalizovaly chorvatsko-srbské vztahy, které se tehdejší politická reprezentace země snažila umírnit podpisem dohody Maček–Cvetković. Z jednotně fungujícího státu byla vyčleněna chorvatská bánovina, která se jako autonomní jednotka stala základem pro pozdější fašistický chorvatský stát.

### Druhá světová válka

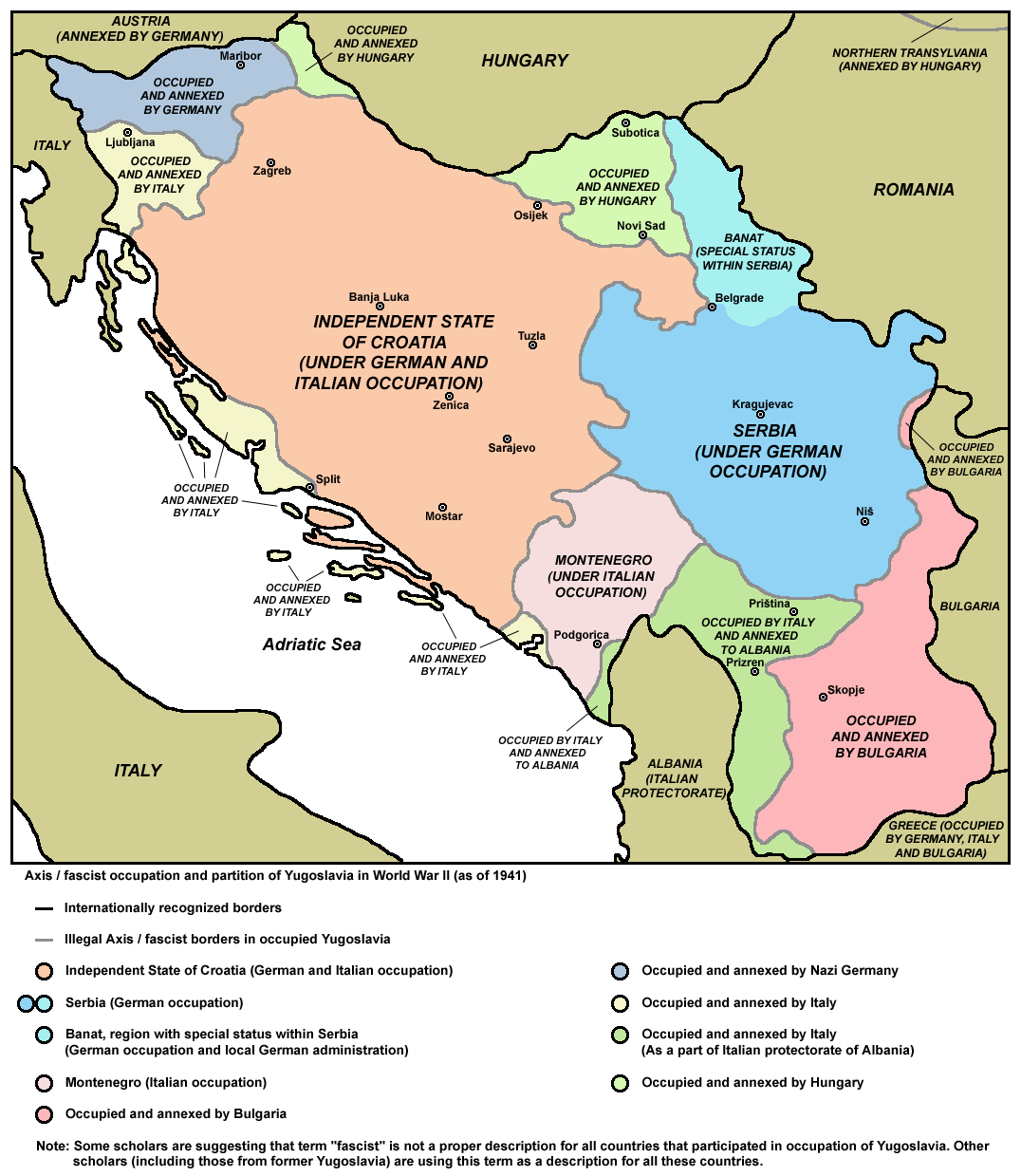
Rozdělení Jugoslávie během 2. světové války

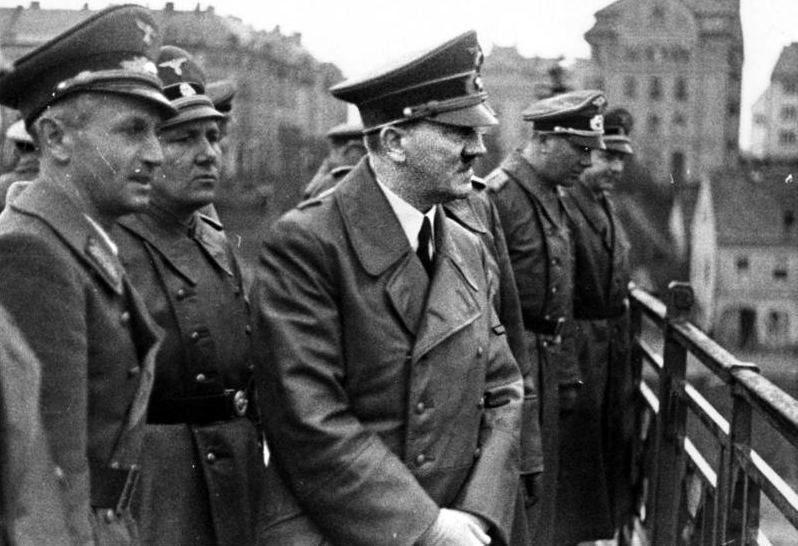
Adolf Hitler v Mariboru; ve městě patřícím Jugoslávii ovšem po porážce království v dubnu 1941 začleněném do Německé říše

Na jaře 1941 došlo v Jugoslávii k převratu, který odstranil vládu podporující mocnosti Osy a nastolil kurz ke spojencům. Nedlouho poté byla Jugoslávie napadena Německem. 17. dubna 1941 bylo království obsazeno a jeho území rozděleno.
- Chorvatští nacionalisté v čele s Antem Pavelićem vytvořili na území dnešního Chorvatska a Bosny a Hercegoviny Nezávislý stát Chorvatsko (NDH; Nezavisna država Hrvatska).
- Slovinsko bylo rozděleno na tři části, o které se podělilo Německo, Itálie a Maďarsko.
- Srbsko bylo obsazeno několika státy:
  - Vojvodina (severní část Srbska) byla rozdělena mezi Maďarsko (severozápadní část – Bačka), Nezávislý stát Chorvatsko (jihozápadní část – Srem) a Německo (východní část Vojvodiny – Banát).
  - Území dnešního Kosova, spolu se západní částí dnešní Severní Makedonie a částí Černé Hory, bylo připojeno k Velké Albánii – loutkovému státu pod kontrolou Itálie, zbytek Makedonie a část východního Srbska zabralo Bulharsko.
  - Ve zbytku Srbska byla k moci dosazena proněmecká fašistická vláda vedená generálem Milanem Nedićem.
- V Černé Hoře byl vytvořen italský loutkový Nezávislý stát Černá Hora.

Mezi četnými silami bojujícími proti fašistům a ustašovcům nakonec triumfovali komunističtí partyzáni pod vedením Josipa Tita. Těm se podařilo získat kontrolu na většině území a navíc si získat podporu spojenců, a to jak západních zemí, tak i Sovětského svazu.
V Jugoslávii si druhá světová válka vyžádala přes 1 milion obětí. V Chorvatsku ustašovský režim zahájil v roce 1941 násilnou asimilační kampaň a genocidu srbského obyvatelstva, při které zahynulo několik set tisíc Srbů.

### Socialistická Jugoslávie

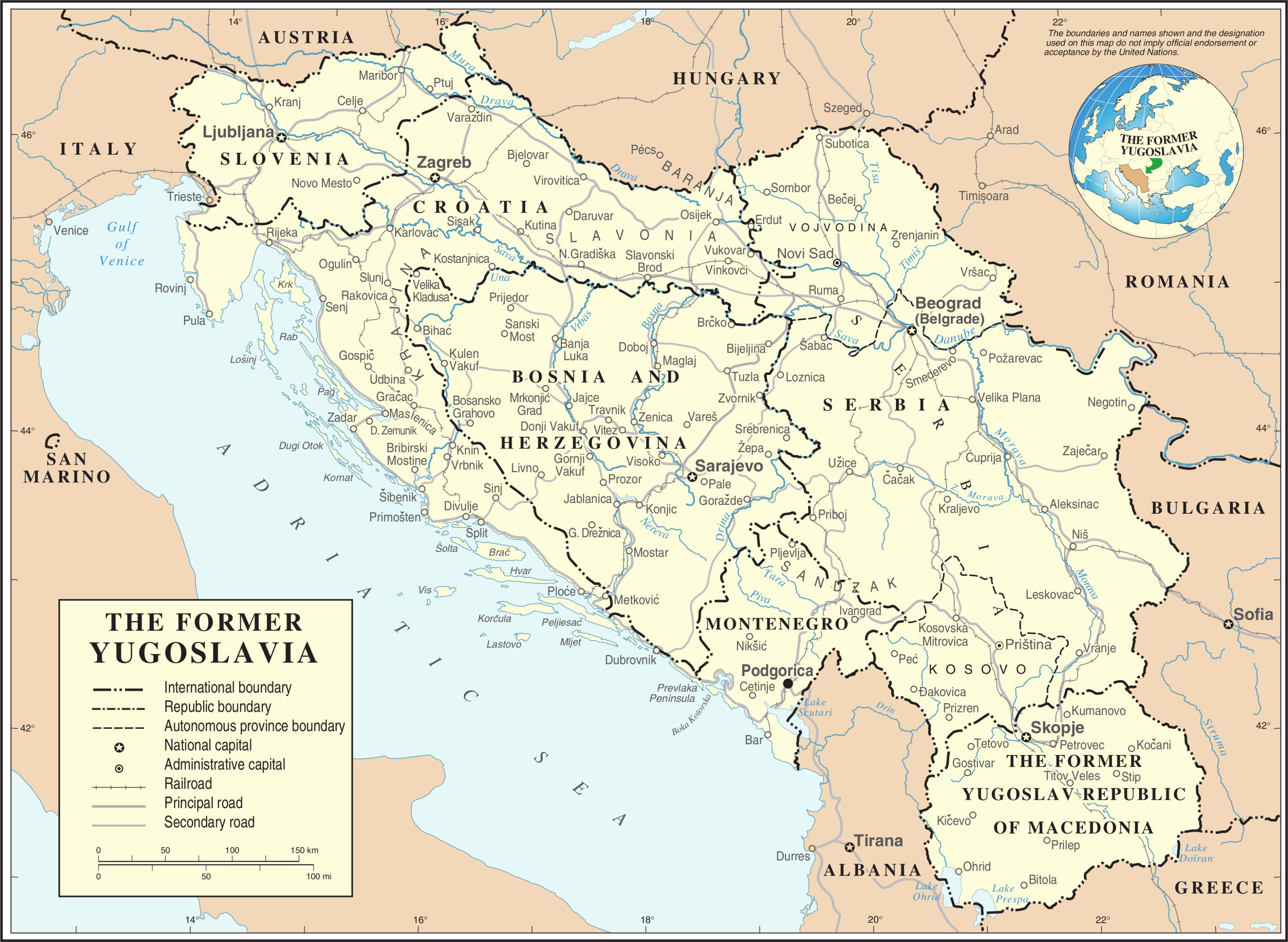
Jugoslávie v podobě socialistické federativní republiky (1963–1991)

Nově budovaná poválečná Jugoslávie se stávala postupně krok za krokem socialistickou zemí, podobně jako ostatní státy bývalého východního bloku. Tehdejší vedení Komunistické strany Jugoslávie se ovšem odmítlo podřídit jednotnému postupu socialistických zemí v čele se Sovětským svazem a rozhodlo se razit vlastní kurz. V dobách studené války se tak Jugoslávie stala zemí lavírující mezi Východem a Západem. Navíc se pokoušela získat vlastní sympatie vytvořením zcela nového politického bloku - Hnutí nezúčastněných zemí.
Jugoslávie 50. a 60. let byla zemí významného pokroku. Po zprvu neúspěšných pokusech o rychlé vybudování průmyslového státu se začaly dostavovat také i úspěchy. Rozsáhlé stavby byly budovány pomocí brigád socialistické mládeže, stejně jako v jiných socialistických zemích. Zprvu tuhý režim s mocnými tajnými službami postupem času prošel liberalizací a umožnil kritické myšlení i jiné postupy, v socialistických zemích zprvu nemyslitelné.
K závěru Titova života se Jugoslávie začala rychle měnit. Pozice komunistické strany, za jejíž vlády doznala země četných změn, začala slábnout. Objevily se četné rozpory, skandály a aféry, jejichž řešení nebylo lehké a zemi značně vyčerpávalo. Svazek jednotlivých národů se měnil od federace ke konfederaci a postavení centrálních úřadů v Bělehradě sláblo na úkor svazových republik a oblastí. Po Titově smrti bylo ustanoveno několikačlenné předsednictvo, v rámci kterého měly být zastoupeny všechny národy a republiky. Ekonomická situace státu se v 80. letech ovšem stále více a více horšila, což znamenalo nástup nové generace politiků, která namísto socialismu prosazovala myšlenku národních států.

### Jugoslávie v rozpadu

Konec Jugoslávie

Rozpad Jugoslávie předznamenal 14. sjezd komunistické strany, který opustily slovinská a chorvatská delegace. Zbytek federace se na druhou stranu dostával do stále většího područí Slobodana Miloševiće. Neustálé diskuze o reformě soustátí skončily krachem, stejně jako hospodářství státu. Měna se zhroutila a navzdory všem snahám o reformu se nepodařilo zabránit vyhlášení nezávislosti jednotlivých republik v polovině roku 1991 (Slovinsko a Chorvatsko). Odtržení těchto dvou republik přerostlo v ozbrojený konflikt, první na území Evropy po druhé světové válce. V národních plebiscitech dalších svazových republik zvítězily hlasy pro odtržení také, takže na konci roku 1992 zbyly ve svazku jen Srbsko a Černá Hora.
Válka vypukla, když se nové režimy pokusily nahradit jugoslávské civilní a vojenské síly secesionistickými silami. Když se v srpnu 1990 Chorvatsko pokusilo násilně nahradit policii v Srby osídlené chorvatské Krajině, obyvatelstvo nejprve hledalo útočiště v kasárnách jugoslávské armády, zatímco armáda zůstala pasivní. Civilisté poté zorganizovali ozbrojený odpor. Tyto ozbrojené konflikty mezi chorvatskými ozbrojenými silami („policie“) a civilisty znamenají začátek jugoslávské války, která se oblastí rozhořela. Podobně i pokus nahradit jugoslávskou pohraniční policii slovinskými policejními silami vyvolal regionální ozbrojené konflikty, které skončily s minimálním počtem obětí.
Podobný pokus v Bosně a Hercegovině vedl k válce, která trvala více než tři roky. Výsledkem všech těchto konfliktů byla téměř úplná emigrace Srbů ze všech tří regionů, masivní vysídlení obyvatel v Bosně a Hercegovině a vznik tří nových nezávislých států. Oddělení Makedonie bylo mírové, ačkoli jugoslávská armáda obsadila vrchol hory Straža na makedonské půdě.

## Nové státy

### Nástupnictví (1992–2003)
Zatímco Jugoslávské války zuřily Bosnou a Chorvatskem, republiky Srbsko a Černá Hora, které zůstaly válkou relativně nedotčeny, vytvořily v roce 1992 stát známý jako Federativní republika Jugoslávie (FRY). Svazová republika Jugoslávie aspirovala na to být jediným právním nástupcem Socialistické federativní republiky Jugoslávie, ale proti těmto nárokům se postavily ostatní bývalé republiky. Organizace spojených národů rovněž zamítla její žádost o automatické pokračování členství bývalého státu. V roce 2000 byl Slobodan Milošević stíhán za zvěrstva spáchaná během jeho desetileté vlády v Srbsku a v jugoslávských válkách. Nakonec, po svržení Slobodana Miloševiće od moci jako prezidenta federace v roce 2000, země od těchto aspirací upustila, přijala stanovisko Badinterova arbitrážního výboru o sdíleném nástupnictví a 2. listopadu 2000 znovu požádala a získala členství v OSN. Od roku 1992 do roku 2000 některé země, včetně Spojených států, označovaly SRJ jako Srbsko a Černou Horu, protože její nárok na jugoslávské nástupnictví považovaly za nelegitimní. V dubnu 2001 pět v té době existujících nástupnických států navrhlo Dohodu o dědických otázkách Bývalé socialistické federativní republiky Jugoslávie. V roce 2003 byla Svazová republika Jugoslávie oficiálně přejmenována na Srbsko a Černou Horu, což znamená důležitý přechod v její historii.
Podle Dohody o nástupnictví podepsané ve Vídni dne 29. června 2001 byl veškerý majetek bývalé Jugoslávie rozdělen mezi pět nástupnických států:
| Název                         | Hlavní město | Vlajka | Znak | Vyhlášení samostatnosti | Členství v OSN    |
| ----------------------------- | ------------ | ------ | ---- | ----------------------- | ----------------- |
| Svazová republika Jugoslávie  | Bělehrad     |        |      | 27. dubna 1992          | 1. listopadu 2000 |
| Republika Bosna a Hercegovina | Sarajevo     |        |      | 3. března 1992          | 22. května 1992   |
| Republika Chorvatsko          | Záhřeb       |        |      | 25. června 1991         | 22. května 1992   |
| Republika Makedonie           | Skopje       |        |      | 8. září 1991            | 8. dubna 1993     |
| Republika Slovinsko           | Lublaň       |        |      | 25. června 1991         | 22. května 1992   |

### Nástupnictví (2006–dosud)
V červnu 2006 se Černá Hora po výsledcích referenda z května 2006 stala nezávislým státem, a proto Srbsko a Černá Hora přestaly existovat. Po nezávislosti Černé Hory se Srbsko stalo právním nástupcem Srbska a Černé Hory, zatímco Černá Hora znovu požádala o členství v mezinárodních organizacích. V únoru 2008 vyhlásilo Kosovo nezávislost na Srbsku, což vedlo k pokračujícímu sporu o to, zda je Kosovo právně uznaným státem. Republika Kosovo není členem Organizace spojených národů, ale řada států, včetně Spojených států a různých členů Evropské unie, uznala Kosovskou republiku jako suverénní stát.
|                               | Bosna a Hercegovina | Chorvatsko           | Kosovo         | Černá Hora           | Severní Makedonie | Srbsko               | Slovinsko            |
| ----------------------------- | ------------------- | -------------------- | -------------- | -------------------- | ----------------- | -------------------- | -------------------- |
| Vlajka                        | Bosna a Hercegovina | Chorvatsko           | Kosovo         | Černá Hora           | Severní Makedonie | Srbsko               | Slovinsko            |
| Znak                          |                     |                      |                |                      |                   |                      |                      |
| Hlavní město                  | Sarajevo            | Záhřeb               | Priština       | Podgorica            | Skopje            | Bělehrad             | Lublaň               |
| Nezávislost                   | 3. března 1992      | 25. června 1991      | 17. února 2008 | 3. června 2006       | 8. září 1991      | 5. června 2006       | 25. června 1991      |
| Populace (2018)               | 3 301 779           | 4 109 669            | 1 886 259      | 622 359              | 2 068 979         | 6 988 221            | 2 086 525            |
| Rozloha                       | 51 197 km2          | 56 594 km2           | 10 908 km2     | 13 812 km2           | 25 713 km2        | 88 361 km2           | 20 273 km2           |
| Hustota osídlení              | 69/km2              | 74/km2               | 159/km2        | 45/km2               | 81/km2            | 91/km2               | 102/km2              |
| Vodní plocha (%)              | 0,02%               | 1,1%                 | 1,00%          | 2,61%                | 1,09%             | 0,13%                | 0,6%                 |
| HDP (nominální) celkem (2023) | $24 531 miliard     | $73 490 miliard      | $9 815 miliard | $6 674 miliard       | $15 024 miliard   | $68 679 miliard      | $65 202 miliard      |
| HDP (PPP) per capita (2023)   | $18 956             | $40 484              | $15 398        | $27 616              | $21 103           | $25 718              | $52 517              |
| Gini Index (2018)             | 33.0                | 29.7                 | 23.2           | 33.2                 | 43.2              | 29.7                 | 25.6                 |
| HDI (2021)                    | 0,780 (Vysoká)      | 0,858 (Velmi vysoká) | 0,750 (Vysoká) | 0,832 (Velmi vysoká) | 0,770 (Vysoká)    | 0,802 (Velmi vysoká) | 0,918 (Velmi vysoká) |
| Internetová TLD               | .ba                 | .hr                  | .xk            | .me                  | .mk               | .rs                  | .si                  |
| Telefonní předvolba           | +387                | +385                 | +383           | +382                 | +389              | +381                 | +386                 |

### Historické problémy
Dějiny států bývalé Jugoslávie a obecně dějiny zemí Balkánu prošly historicky složitým vývojem. Jednotlivé země patřily do sféry vlivu různých velmocí, do kulturně-civilizačních okruhů i do náboženských skupin. Po vzniku Království Srbů, Chorvatů a Slovinců roku 1918 se tato různorodost začala projevovat různými způsoby, která vyvrcholila vzájemnými útoky. Všechny rozbroje, které v průběhu času vznikly, se podařilo urovnat až Josipovi Titovi, který pochopil, že musí předložit program, který nebude ani velkosrbský, ani velkochorvatský, ale uspokojí tužby všech skupin. Jeho politika měla úspěch a období socialismu se tak v tehdejší Jugoslávii stalo stabilní a klidné. Národnostní vášně a vzpomínky na „staré“ křivdy se tak začaly projevovat až po pádu socialismu, přičemž jednotlivé národy si začaly vyčítat vše možné. Srbové vyčítali Chorvatům, že tito nikdy neuznali, že byli díky nim osvobozeni z područí Rakouska-Uherska. Připomínali jim, že nacionalistická organizace Ustaša zavraždila jejich krále Alexandra a francouzského ministra Barthoua. Největší křivdou Chorvatů na Srbech však byl teror, který rozpoutali Ustašovci, a který svými krutostmi předčil zvěrstva Hitlerových branných sil. Oproti tomu Chorvati vyčítali Srbům, že usilovali o vytvoření „Velkého Srbska“ na úkor Chorvatů, že v době společného státu plynuly do méně rozvinutých oblastí finance na úkor bohatšího Chorvatska a Slovinska. Dále jim vyčítali, že koncem druhé světové války bylo povražděno tisíce Chorvatů, kteří patřili údajně dle tvrzení Srbů k Ustašovcům (i když se jednalo o civilní osoby). „Nevyřízené účty“ měli mezi sebou i Srbové a Albánci. Nejprve roku 1912 se Albánci účastnili tažení ve službách Turecka proti Srbsku, za což se Srbové roku 1918 pomstili povražděním tisíců Albánců. V druhé světové válce Albánci povraždili deset tisíc Srbů, za což je roku 1945 stihla opět odplata. Různé menší třenice vznikaly i mezi dalšími národnostmi, takže označení Balkánu jako „sudu střelného prachu“ zde bylo a je na místě.

### Současné problémy
Tyto všechny země (snad s výjimkou Slovinska) trápí především důsledky války, která v 90. letech zpustošila většinu těchto zemí a dokonale rozmetala všechny svým způsobem přátelské vztahy mezi jednotlivými národy, hlavně mezi Srby a Chorvaty. Tyto země (především ale Bosna a Hercegovina, která válkou utrpěla nejvíce) žádaly mezi lety 1990 a 1992 o výstup z federace, odpovědí jim ale byla vojenská intervence bělehradské vlády. Rozvoj kriminality a raketový propad životní úrovně, etnická separace a velký počet uprchlíků – hlavně v Německu a Turecku – jsou stále velkými problémy těchto zemí.

### Jugonostalgie
Vzpomínka na dobu společného státu a jeho pozitivní vlastnosti se označuje jako jugonostalgie. Mnoho aspektů jugonostalgie odkazuje na socialistický systém a pocit sociální jistoty, který poskytoval. Stále existují lidé z bývalé Jugoslávie, kteří se identifikují jako Jugoslávci; tento identifikátor je běžně zaznamenáván v demografických údajích týkajících se etnicity v dnešních nezávislých státech.

## Politika

### Soužití jednotlivých národů

Vývoj Jugoslávie. Byla založena Rapallskou smlouvou. Západní hranice odřízla cca půl milionu Slovanů na italské území, kde byli vystaveni italizaci.

Soužití jugoslávských národů bylo po dobu existence jednotného státu komplikovaným tématem. Královská vláda potírala jakékoliv snahy o rozvoj nacionalistických hnutí, komunisté razili myšlenku "bratrství a jednoty národů a národností".

### Zahraniční politika
Jugoslávie několikrát změnila svojí zahraničně-politickou orientaci. Během studené války stála na pomezí mezi východním a západním blokem, zároveň byla aktivním členem Hnutí nezúčastněných zemí.
V dobách meziválečných se země stala jedním ze zakládajících členů Malé dohody. Nově vzniklý stát se musel vypořádat hlavně s faktem, že většina jeho sousedů (s výjimkou Rumunska) byla značně nepřátelská a měla územní nároky. Itálie měla zájem na přímoří, Rakousko na oblastech dnešního Slovinska, Maďarsko v duchu revizionistických tendencí chtělo připojit zpět území ztracená po první světové válce a Bulharsko usilovalo o zisk Makedonie. Jugoslávie proto spoléhala na spojenectví s Rumunskem a Československem ve snaze oslabit tendence hlavně Maďarska.
Jakmile se ovšem začala situace ve střední Evropě měnit ve prospěch fašistických států, bylo království nuceno se situaci přizpůsobit. Po smrti krále Alexandra I. v roce 1934 se Jugoslávie začala přiklánět k Itálii a Německu. Aliance s ostatními nefašistickými zeměmi se stávaly stále více formálnější. Lákavou se stala možnost spolupráce s Německem a také Maďarskem, se kterým země uzavřela smlouvu o "věčném přátelství". Po převratu na jaře 1941 se situace ovšem obrátila; nová vláda se přidala k Spojencům, což znamenalo konec království, obklopeného samými fašistickými státy.
Komunistická Jugoslávie po druhé světové válce získala mezi evropskými zeměmi zcela unikátní postavení. Roku 1948 začala roztržka mezi jugoslávským komunistickým vedením v čele s Titem a Stalinovým Sovětským svazem, což vzbudilo na západě pocit, že Jugoslávii lze počítat mezi země „svobodného světa“. V roce 1961 bylo v Bělehradě založeno Hnutí nezúčastněných zemí, které mělo ideje komunistického státu šířit za jeho hranice. K tomu si tehdejší režim dopomáhal jednak propagandou (idealizací vlastních poměrů), jednak hospodářskou pomocí jednotlivým (většinou rozvojovým zemím). Hlavním cílem bloku bylo ostře se vyhranit proti bipolárnímu světu. Titova Jugoslávie podpořila v roce 1968 pražské jaro a ostře odsoudila invazi vojsk Varšavského paktu do Československa.

## Ekonomika

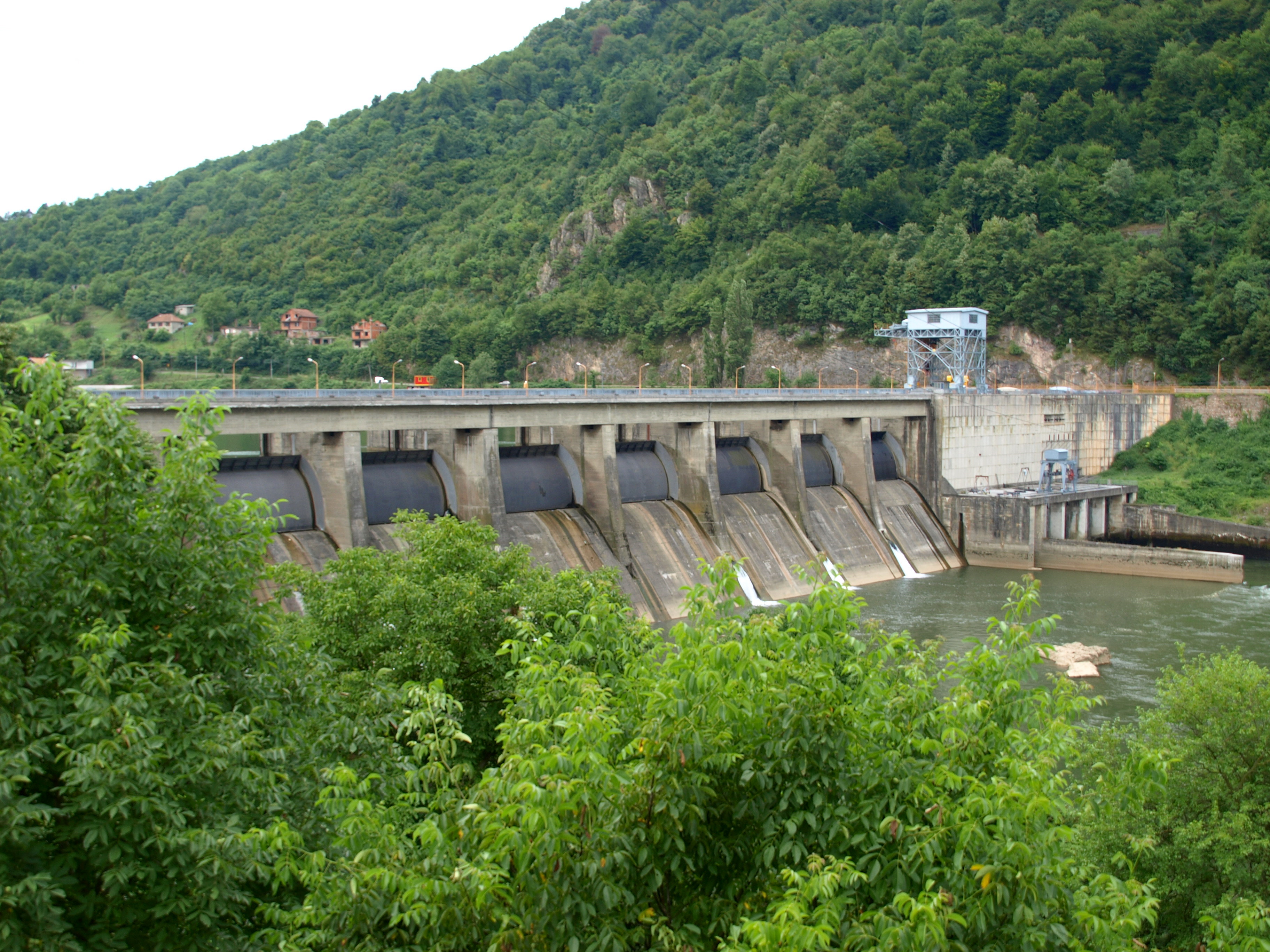
Hydroelektrárna na Drině blízko města Zvornik. V souvislosti s rozvojem energetiky byly velmi často využívány prudší toky v horách, především v Bosně a Hercegovině, kde byla zřízena celá řada přehrad

Jugoslávie patřila k několika málo evropským zemím, jejichž hospodářská struktura byla značně nevyvážená. Severní republiky těžily z dobrého rozvoje z časů existence Rakousko-Uherska, jižní se naopak potýkaly s nerozvinutostí způsobenou osmanským dědictvím. Ani existence jednotného státu a rozsáhlé investice nedokázaly (na rozdíl od Československa) situaci zlepšit. Rozdíly mezi jednotlivými oblastmi tak byly v dobách konce společného státu stejně veliké, jako na jeho začátku.[zdroj?]

## Obyvatelstvo

### Jazyky

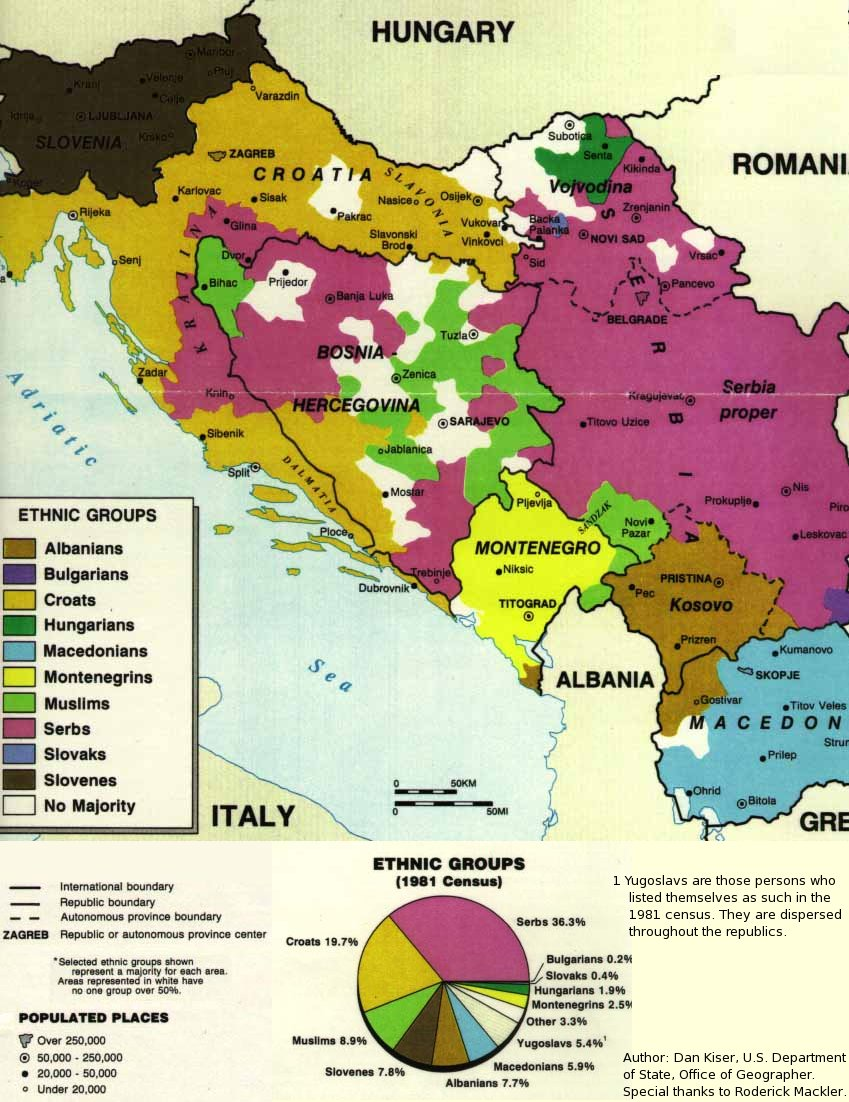
Národnostní mapa Jugoslávie v roce 1981

Na území Jugoslávie se hovořilo početným množstvím jazyků. Nejrozšířenějším byla srbochorvatština, následovaly makedonština a slovinština jako jazyky konstitutivních národů dalších republik. Díky četným národním menšinám se ovšem mluvilo v Jugoslávii také německy, maďarsky, albánsky, slovensky, česky, rusínsky a celou řadou různých dialektů.
Otázka společného srbochorvatského jazyka patřila k těm ožehavějším. Do vytvoření společného státu byla silná tendence[zdroj?] ze strany srbských jazykovědců sjednotit jazyk na základě ekavského nářečí, tedy dialektu, kterým hovořila srbská populace ve Vojvodině a ve velké části centrálního Srbska. Naopak Chorvati usilovali o jazykovou autonomii – zachování ijekavského dialektu. K nim se později přidali i chorvatští a bosenští Srbové, Bosňáci a Černohorci, kteří mluví stejným nářečím.[zdroj?]
Původní snahou zakladatele a propagátora srbochorvatštiny Vuka Stefanoviće Karadžiće bylo konstituování jazyka na základě východobosenského ijekavského nářečí, což narazilo na odpor většiny srbské inteligence ze Srbska a Vojvodiny. Neshody vyústily v dohodu, která vymezila dvě jazyková centra srbochorvatského jazyka v Bělehradě (východní ekavské) a Záhřebu (západní ijekavské). Po druhé světové válce se začalo diskutovat i o uznání třetí, bosenské varianty, též nazývané jižní ijekavské (jelikož se vymykala jak východnímu, tak západnímu standardu).[zdroj?] K tomuto kroku však nikdy nedošlo.
Separatistické snahy jednotlivých národů SFRJ v 80. a 90. letech 20. století zapříčinily i formální rozdělení srbochorvatštiny na srbštinu a chorvatštinu a následné (převážně chorvatské) jazykové brusičství vedené snahou o co největší odlišení obou jazyků. Dalším krokem k likvidaci myšlenky společného jazyka bylo konstituování bosenského jazyka v roce 1996. Navíc v roce 2007 zřídila vláda Černé Hory komisi pro vytvoření spisovné černohorštiny, dosud považované za srbštinu (ijekavské výslovnosti). Do září 2008 měla komise připravit kodifikaci „nového“ jazyka, jehož výuka měla na školách nahradit dosavadní srbštinu, zvanou z politických důvodů „mateřský jazyk“ (матерњи језик).